# 死の殻
『死の殻』（しのから,原題:Thou Shell of Death）は、ニコラス・ブレイクが著した推理小説。素人探偵ナイジェル・ストレンジウェイズを主人公にした第二長編。

## 物語
著名な飛行士、ファーガス・オブライエンのもとに復讐を誓う複数の脅迫状が届き、探偵ナイジェル・ストレンジウェイズが屋敷に滞在しての警護を依頼される。しかし、犯人に出し抜かれてオブライエンは死亡、続けて使用人や泊り客まで兇行が及んでしまう。しかも発砲・打撲・毒殺と毎回、凶器が異なる。ナイジェルは過去の因縁を調べるため、アイルランドに向かう。

## 登場人物
- ナイジェル・ストレンジウェイズ - オックスフォード出身の学者。スコットランドヤードの副警視総監の甥でもある。探偵キャラクターでは珍しい近視。
- ファーガス・オブライエン - 引退した飛行士。
- ジョージア・キャベンディシュ - 女探検家。
- エドワード・キャベンディシュ - その兄。株式仲買人。
- ルシーラ・スレール - 女優。
- シリル・ノット＝スレーマン - 元軍人のクラブ経営者。
- フィリップ・スターリング - オクスフォード大学の研究員。
- アーサー・ベラミー - オブライエンの従僕。
- グラント夫人 - オブライエンの料理人。
- ジェレマイア・ビグラム - オブライエンの庭師。
- ジミー（ジェイムズ）・ホープ - オブライエンの戦友。
- ブラント警部 - スコットランドヤードの捜査官。
- ブリークリー - 地元警察の刑事。

## 提示される謎
- 不連続殺人
- 密室（往路だけの足跡）

## 書籍
- 東京創元社（創元推理文庫）2001年10月26日発売、ISBN 4-488-23302-3　- 解説に僅かだがネタバレがある[2]。